# Bernat de Boixadors (canonge)
Bernat de Boixadors (segle XII - Tarragona, 1243) va ser un canonge de la Seu tarragonina i Cambrer de la vila de Reus. El Cambrer, càrrec reservat als canonges de la catedral i segona autoritat del capítol, era senyor de Reus en un terç del terme i tenia dret als delmes, les primícies, l'homenatge i la potestat del Castell de la vila.
Pertanyia a la família dels Boixadors, membres l'estament militar del principat de Catalunya i era germà probablement de Guillem de Boixadors, que va vendre Tarrés i Fulleda al monestir de Bonrepòs el 1232. Es coneixen poques dades de la seva biografia, però com a canonge cambrer va ocupar la Cambreria de la vila de Reus el 1240, en el lloc que havia deixat vacant de manera forçosa Benet de Rocabertí, desposseït del càrrec per l'arquebisbe Pere d'Albalat. Va morir, sembla que de sobte, el 1243 i la cambreria de Reus va ser atorgada a Ramon de Barberà.